# Faustino das Neves

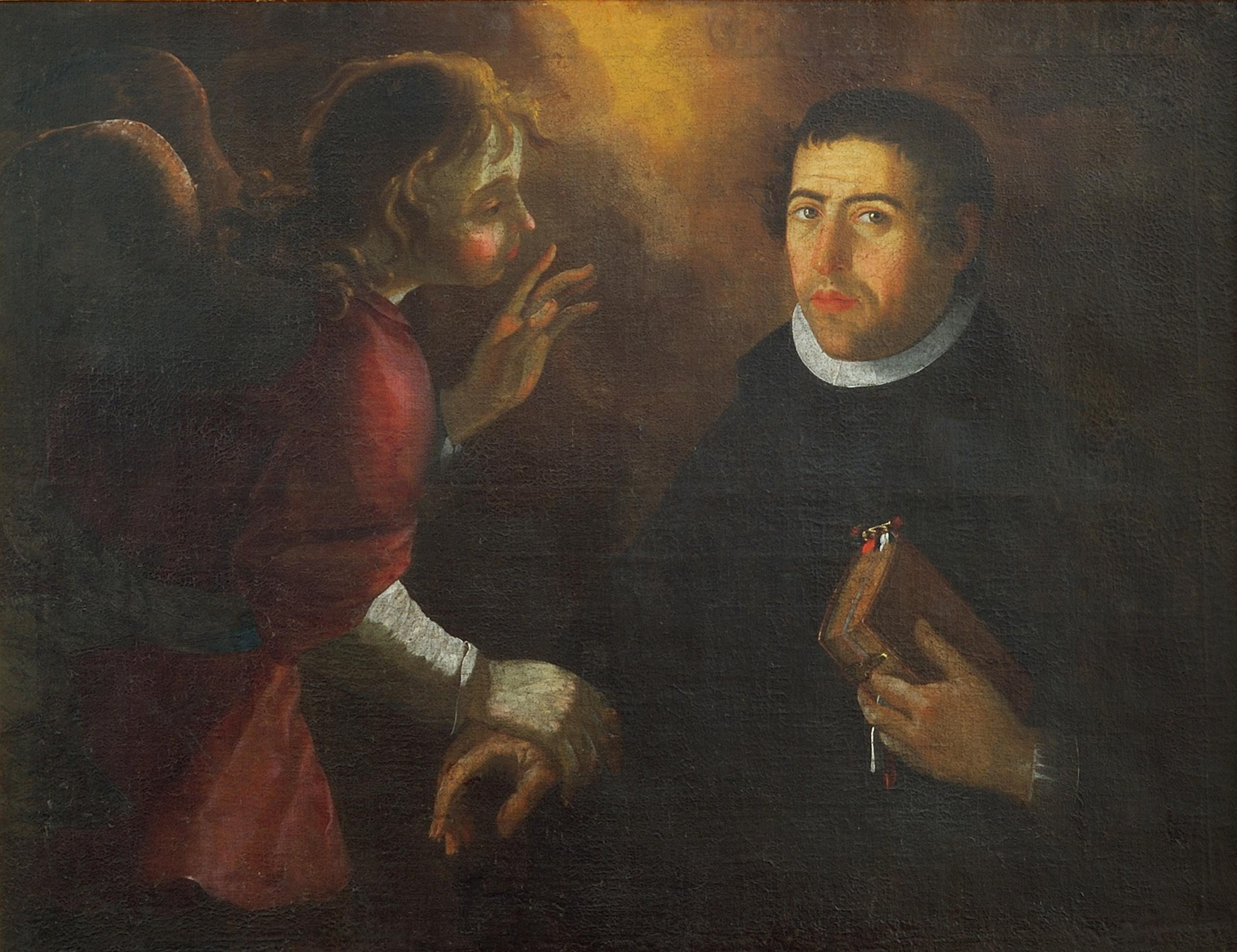
Retrato do Beneficiado Faustino das Neves, c. 1670, Josefa de Óbidos (Museu Municipal de Óbidos)

O Beneficiado Faustino das Neves (1615 — 5 de Setembro de 1689) foi um notável seiscentista da vila de Óbidos. Era natural de A-da-Gorda, e membro da Colegiada de Santa Maria de Óbidos.
Após a sua morte, em 1689, legou todos os seus bens à Santa Casa da Misericórdia de Óbidos 2, onde fora Provedor. Encontra-se sepultado na Igreja da Misericórdia de Óbidos, junto da parede à direita da porta principal, em campa devidamente assinalada. Josefa de Óbidos pintou o seu retrato, uma obras-prima da pintura portuguesa de Seiscentos, onde surge representado a segurar nos Evangelhos e a ser interpelado por um anjo; está actualmente exposto no Museu Municipal de Óbidos.
Ruy Belo refere-se ao quadro no seu poema "O Beneficiado Faustino das Neves".